# Castell de Corfe
El castell de Corfe (en anglès: Corfe Castle) és un castell medieval en ruïnes, al poble i parròquia civil del mateix nom (Corfe Castle), al comtat de Dorset. Es troba a uns 8 km al sud-est de Wareham i a la mateixa distància de Swanage. Tant la ruta A351 com el Swanage Railway creuen el pas i la localitat.
El castell data del segle xi i vigilava un pas a les Purbeck Hills sobre la ruta entre Wareham i Swanage. Fins i tot en l'actualitat, el tràfic que entra i surt d'aquesta última localitat ha de passar per les rodalies d'aquesta construcció.
La parròquia civil s'estén a l'ample de l'Illa de Purbeck, amb costes que donen al Canal de la Mànega i al port de Poole. S'hi poden trobar bruguerars sorrencs de baixa altitud cap al nord del castell, així com un litoral accidentat sobre la Costa Juràssica.
El nom “Corfe” deriva d'una paraula saxona que es tradueix com gap en anglès i com alguna cosa semblant a “buit”, “obertura” o “espai” en català.

## El castell

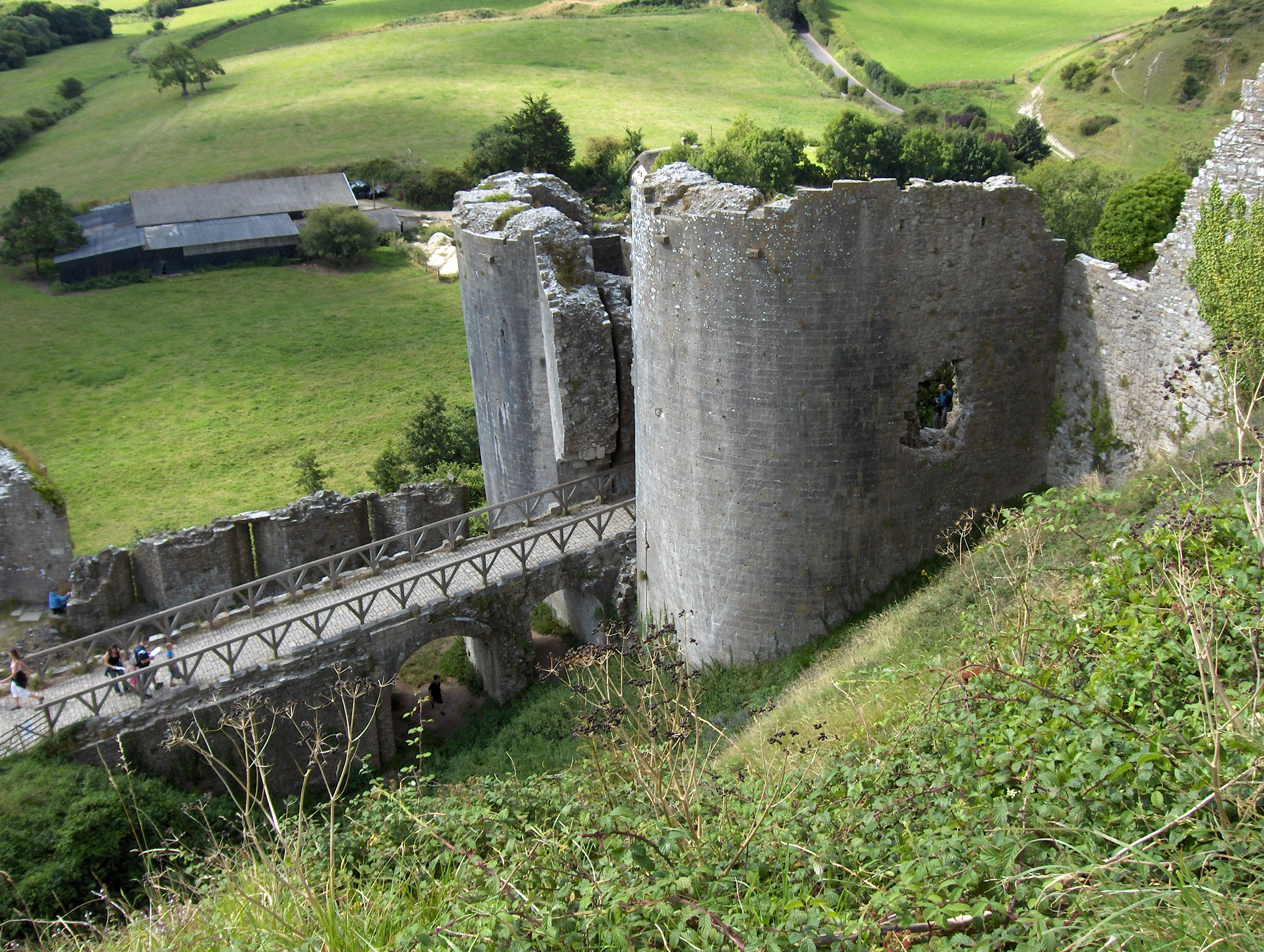
Pont i torre de l'entrada del castell.

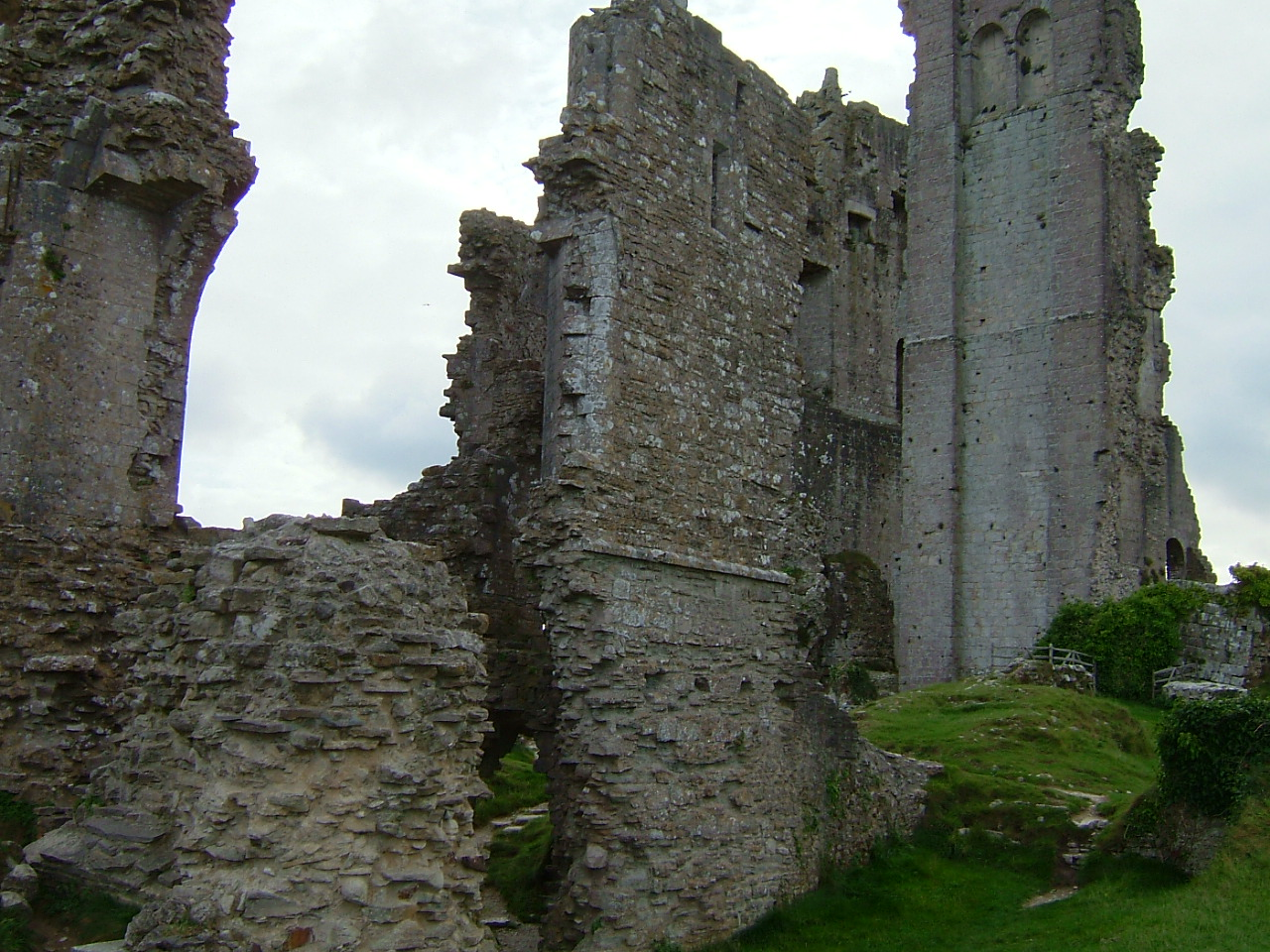
Presa propera de les ruïnes del castell.

L'estructura més antiga que preval en el lloc on es va construir el castell data del segle xi; no obstant això, se sap de l'existència d'algun tipus de baluard anterior a la conquesta normanda. Eduard el Màrtir va ser assassinat en aquest lloc el 18 de març de 978.
La construcció del vestíbul de pedra va tenir lloc al segle xi i la de les torres, sales i murs restants, durant els regnats d'Enric I, Joan i Enric III. Al segle xiii, el castell era usat per guardar tresors reals i com a presó. Va seguir sent una fortalesa real fins que al segle xvi, Elisabet I el va vendre a Christopher Hatton.
L'any 1635, va ser comprat per John Bankes a Carles I. Durant la Guerra Civil Anglesa, les forces parlamentàries el van assetjar en dues oportunitats. En aquest temps, John Bankes estava lluny de la seva finca defensant la causa del rei Carles, de manera que la defensa va recaure a les mans de la seva esposa, Lady Mary Bankes, qui a partir d'aquest succés es va fer coneguda sota el sobrenom de Brave Dame Mary (“Valenta Dama Mary”).
El primer setge, l'any 1643, va durar sis setmanes abans que les forces parlamentàries es retiressin havent perdut cent homes. El castell va poder resistir el segon setge, l'any 1646, durant dos mesos fins a la traïció d'un dels membres de la guarnició. Després de la seva captura, va ser destruït amb explosius i principalment excavant sota l'estructura, la qual cosa la va afeblir, per assegurar-se que mai tornés a ser utilitzat com a baluard realista. Durant els segles següents, els vilatans van aprofitar aquesta font de material de construcció: marcs de portes i altres elements originalment pertanyents al castell poden ser apreciats en l'actualitat com a part de diversos habitatges propers.
Després de la restauració de la monarquia de l'any 1660, la família Bankes va recuperar les seves propietats. En comptes de reemplaçar el vell castell en ruïnes, van decidir construir una casa nova a Kingston Lacy, la seva altra finca a Dorset, prop de Wimborne Minster.
A la dècada de 1980, Ralph Bankes va llegar tot el seu patrimoni familiar a la National Trust, incloent el Castell de Corfe, gran part del poble del mateix nom, la casa familiar a Kingston Lacy i altres propietats importants a l'àrea.
L'edifici medieval es va obrir al públic i va rebre l'any 2004 168.377 persones. A causa de les perilloses condicions en les quals es trobava, va haver de ser tancat al desembre de 2006 als visitants, els qui només podien accedir a una part de la construcció. La National Trust va dur a terme un considerable projecte de conservació al castell, el qual es troba actualment obert al públic. L'any 2017 va rebre 247,000 visitants.

## Cultura
El pintoresc poble de Corfe Castle i el seu castell es considera la inspiració per als Famous Five(Els famosos cinc) d'Enid Blyton.que tenia el seu propi castell similar. Va ser usat com a lloc de rodatge per a la pel·lícula de 1957, Five on a Treasure Island (Els cinc a l'illa del tresor) i la pel·lícula musical de Disney de 1971 "Bedknobs and Broomsticks", coneguda aquí com La bruixa novençana.